# Побег (фильм, 1972)
«Побег» (англ. The Getaway) — художественный фильм режиссёра Сэма Пекинпы, вышедший на экраны в 1972 году. Сценарий был написан Уолтером Хиллом по одноимённому роману Джима Томпсона.
Фильм стал одним из наиболее успешных в карьере Сэма Пекинпы и Стива Маккуина — кассовые сборы фильма в США составили более 36 млн. долларов.
В 1994 году режиссёром Роджером Доналдсоном был снят ремейк с тем же названием.

## Сюжет
Картер Маккой по прозвищу Док (Стив Маккуин) отбывает срок в техасской тюрьме за ограбление банка. После отказа в досрочном освобождении он просит свою жену Кэрол (Эли Макгроу) связаться с неким Джеком Бейноном (Бен Джонсон) и передать, что он готов на всё ради выхода на свободу.
Бейнон задействует свои связи, чтобы подкупить комиссию по досрочному освобождению. Взамен Док должен ограбить банк вместе с работающими на Бейнона Руди (Аль Леттьери) и Фрэнком (Бо Хопкинс). Банк принадлежит Калли (Рой Дженсон), брату Бейнона, деньги уже частично разворованы, а грабёж должен осуществиться для того, чтобы скрыть эту недостачу.
После ограбления Руди убивает Фрэнка, затем намеревается убить и Дока, но тот успевает выстрелить первым. Несмотря на произошедшее Док намерен встретиться с Бейноном, чтобы передать ему его долю. Когда Бейнон рассказывает Доку, что Кэрол останется с ним, и он не намерен оставлять его в живых, в комнату входит Кэрол и убивает Бейнона. Док и Кэрол направляются в Эль-Пасо, чтобы на некоторое время «залечь на дно» в отеле, хозяин которого предоставляет убежище тем, кто скрывается от закона, а затем уехать в Мексику.
Оказывается, что Руди выжил, отделавшись простреленной ключицей — на нём был бронежилет. Он проникает в частную ветеринарную клинику, принадлежащую Гарольду (Джек Додсон) и Фрэн (Салли Струтерс), и берёт их в заложники. После обработки раны Руди едет вместе с ними в Эль-Пасо, рассчитывая настигнуть Дока и Кэрол.
Док и Кэрол собираются добраться до Эль-Пасо на поезде. Кэрол оставляет сумку с деньгами в камере хранения, но мужчина, вызвавшийся помочь ей, оказывается мошенником и крадёт сумку, подменив ключ. Док преследует его на станции, затем в поезде, и возвращается с сумкой на вокзал. Раненый мошенник, у которого осталась при себе одна пачка банкнот, и свидетели дают показания полицейским. Один из них узнаёт по фотографии Дока Маккоя.
Преследуемые полицией, после нескольких погонь и перестрелок, Док и Кэрол приезжают в отель, куда уже успел добраться Руди, взяв с хозяина обещание предупредить его в случае приезда Маккоев. Одновременно о приезде Дока и Кэрол узнаёт Калли и приезжает в отель с командой вооружённых бандитов. В завязавшейся перестрелке Доку и Кэрол удаётся убить почти всех нападавших, включая Руди. Они захватывают пикап, водитель которого (Слим Пикенс) помогает им пересечь границу с Мексикой.

## В ролях
| Актёр          | Роль                                         |
| -------------- | -------------------------------------------- |
| Стив Маккуин   | Картер «Док» Маккой                          |
| Эли Макгроу    | Кэрол Маккой                                 |
| Бен Джонсон    | Джек Бейнон                                  |
| Салли Струтерс | Фрэн Клинтон                                 |
| Аль Леттьери   | Руди Батлер                                  |
| Слим Пикенс    | ковбой                                       |
| Даб Тейлор     | Лафлин                                       |
| Бо Хопкинс     | Фрэнк Джексон                                |
| Ричард Брайт   | вор                                          |
| Джек Додсон    | Гарольд Клинтон                              |
| Рой Дженсон    | Калли Бейнон                                 |
| Хэл Смит       | различные дикторы радио (в титрах не указан) |

## Награды и номинации
- 1973 — номинация на премию «Золотой глобус» за лучшую оригинальную музыку (Куинси Джонс)